# Colilodion thienmu
Espèce
Colilodion thienmu est une espèce de coléoptères de la famille des Staphylinidae.

## Répartition
Cette espèce est connue du centre du Viêt Nam.